# Lavado simple
El lavado simple o lavado básico es un término usado para técnica de capacitación celular y consiste en eliminar el plasma seminal haciéndolo la técnica más sencilla para el lavado y preparado de espermatozoides previo a la inseminación intrauterina. Para ello, se lleva a cabo una dilución y centrifugación de la muestra, se elimina el sobrenadante y el pellet (espermatozoides) se resuspende en un volumen pequeño de medio.

## Ventajas
Una de las principales ventajas de esta estrategia es la alta tasa de recuperación de espermatozoides, por lo que se suele utilizar en caso de oligozoospermias graves, criptozoospermias o en muestras de biopsias testiculares. Entre los inconvenientes destaca la impureza de la muestra, por lo que esta técnica no es apta para la inseminación artificial o fecundación in vitro estándar. Además, no se consigue separar los espermatozoides móviles, solo se elimina el plasma seminal.

## Inconvenientes
Entre los principales inconvenientes de esta técnica están el escaso enriquecimiento de la muestra obtenida la cual contiene otros restos (células inmóviles, debris y tóxicos) que no interesan.Por otra parte, con el lavado simple se pueden producir daños en la muestra por especies reactivas del oxígeno (ROS) lo cual provoca una disminución significativa de la condensación nuclear normal.

## Porcentaje de recuperación
Para evaluar el grado de recuperación en el lavado simple, se utiliza la siguiente relación:
Total A+B en capacitado / Total A+B en eyaculado.
Con esto se obtendría el porcentaje de recuperación. Si dicho porcentaje es superior al 25%, se considera una buena recuperación. Si se encuentra entre el 10 y el 15%, se estima aceptable y con menos del 5%, se califica de mala recuperación.

El lavado simple se utiliza normalmente en conjunto con otras técnicas como el Swim-up o el gradiente de densidad, en primer lugar se realiza el lavado simple para obtenener una aproximación de la concentración de espermatozoides de la muestra y a partir de ahí se evalúa qué técnica adicional se puede utilizar.